# Ancylis aromatias
Ancylis aromatias is een vlinder uit de familie van de bladrollers (Tortricidae). De wetenschappelijke naam van de soort is voor het eerst geldig gepubliceerd in 1912 door Edward Meyrick.

## Type
- lectotype: "male"
- instituut: BMNH, Londen, Engeland
- typelocatie: "India, Madras, North Coorg"

## Synoniemen
- Ancylis cyanostoma Meyrick, 1916
  - Lectotype: female. BMNH.
  - Typelocatie: "India. Bengal, Pusa".